# Alexandre Kazbegui
Alexandre Kazbegui (géorgien : ალექსანდრე ყაზბეგი), de son vrai nom Alexandre Chopikachvili (né le 20 janvier 1848 à Stephantsminda à l'époque dans l'Empire russe et aujourd'hui en Géorgie, et mort le 22 décembre 1893 à Tiflis), est un écrivain et journaliste géorgien.
Il est surtout connu pour avoir écrit en 1883 le roman social réaliste Le Parricide.

## Biographie
Alexandre Chopikachvili est fils unique de Mikhail Chopikachvili et Elisabeth Tarchnischvili. 
Arrière-petit-fils de Kazbek Chopikachvili, magnat local de la ville de Kazbegui, chef du clan  éponyme de Kazbegui, originaire de Khevi, chargé de collecter les taxes sur la route militaire géorgienne au XVIIIe siècle, Alexandre Chopikachvili a donc des origines aristocratiques.
Après avoir fait ses études à Tiflis (il apprend le russe et le français), il part pour Saint-Pétersbourg puis Moscou. Il fait alors partie de ceux que l'on surnomme les « tergdaleuli », c’est-à-dire "ceux qui ont bu l'eau du Terek". En effet, les géorgiens surnommaient ainsi ceux d'entre eux partis faire leurs études en Russie, car il leur fallait franchir le fleuve de ce nom.
Il retourne peu après dans son pays natal pour devenir journaliste et se fait appeler désormais Alexandre Kazbegui en hommage à son village natal, avant de se tourner vers l'écriture de romans.
Après la mort le son père, il part sept ans dans les montagnes et y devient berger. En 1879, il s'installe définitivement à Tiflis, où il vit dans des conditions modestes malgré le succès de ses écrits.
À la fin de sa vie, il sombre dans la démence sénile.
Après sa mort à Tiflis, sa dépouille est transportée jusqu'à sa ville natale Kazbegui, rebaptisée aujourd'hui Stepantsminda.

## Œuvres
- Elguja
- Zizka (1880)
- Eliso (1882)
- Le Parricide (1883)
- Khevisberi Gocha (1884)

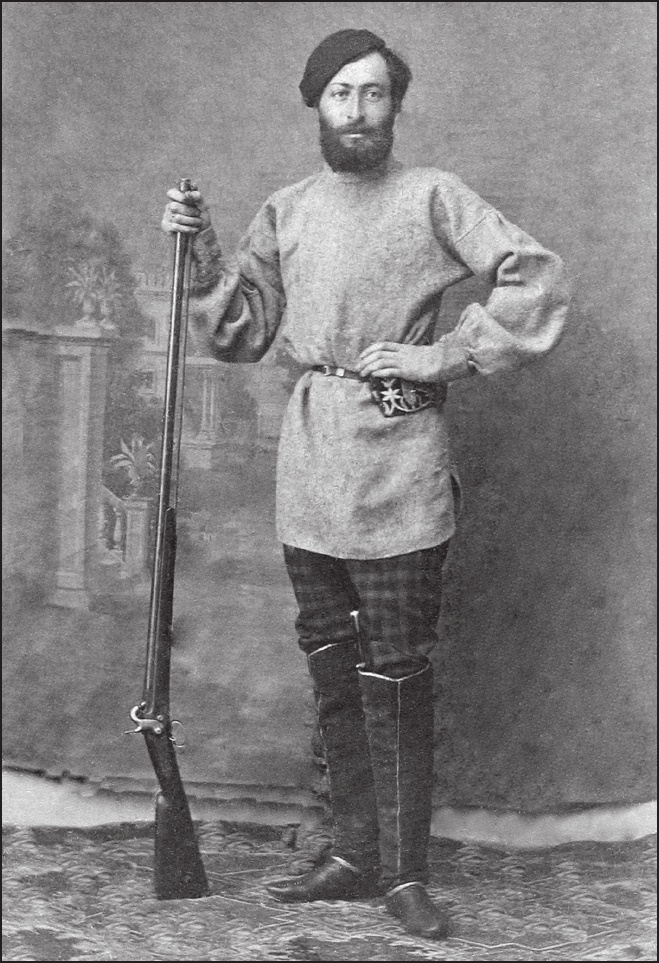
Kazbegui – acteur.

Son ouvrage le plus célèbre reste son dernier roman Le Parricide (géorgien : მამის მკვლელი), dédié à l'épopée du rebelle caucasien, Koba, version georgienne de Robin des Bois, défenseur des pauvres. Violent et méprisant les autorités, le livre tourne également autour du terme de la vengeance et de la lutte pour l'indépendance. 
Koba sera une source d'inspiration pour Joseph Djougachvili, plus connu sous le nom de Staline. En effet, il se faisait appeler par le pseudonyme de Koba durant ses premières activités révolutionnaires.

## Hommages
La maison natale d'Alexandre Chopikachvili dans la ville de Stepantsminda a été transformée en musée.
Une rue porte aujourd'hui son nom dans la capitale géorgienne Tbilissi.

## Galerie

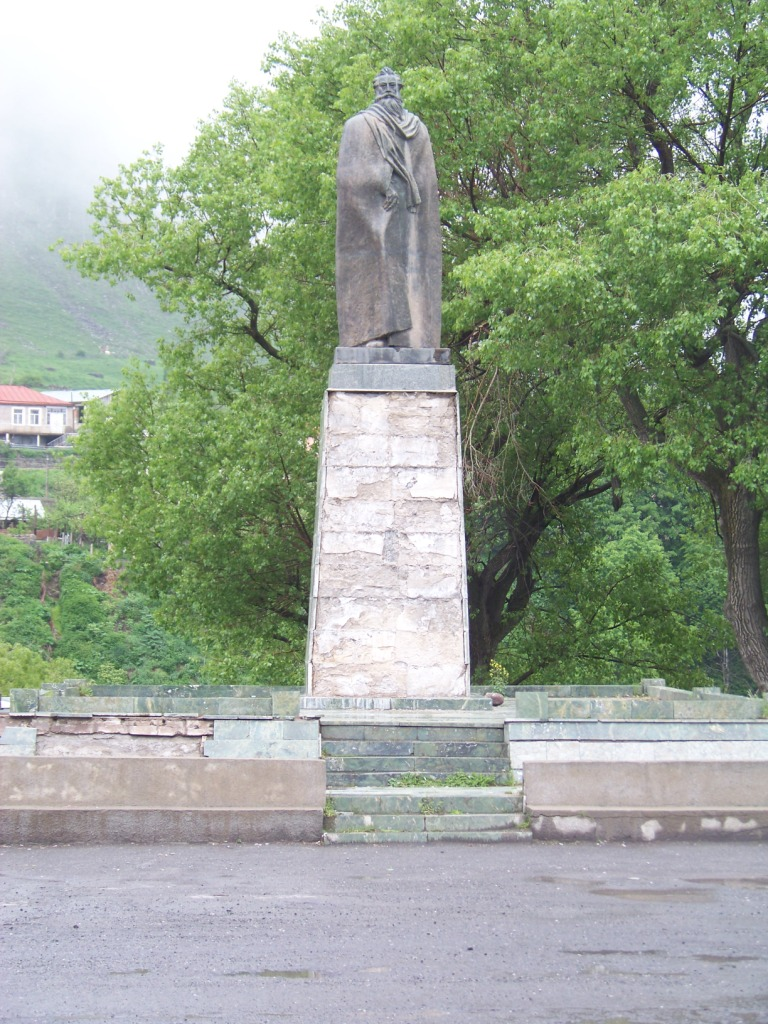
Statue d'Alexandre Kazbegui à Stephantsminda.
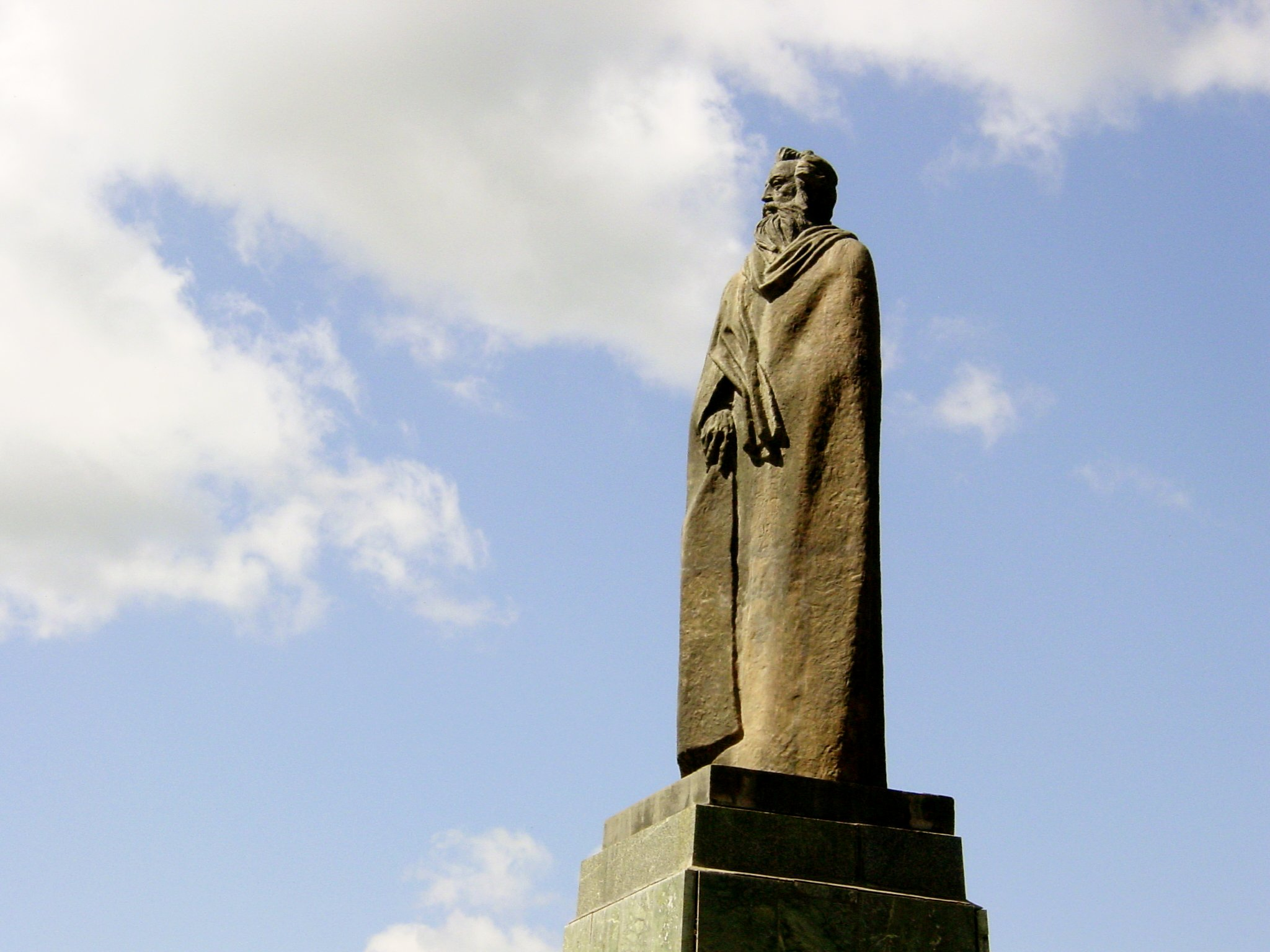
Statue d'Alexandre Kazbegui à Stephantsminda (2).
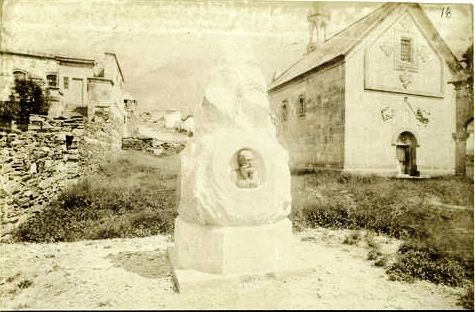
Lieu de naissance et monument en l'honneur de Kazbegui.
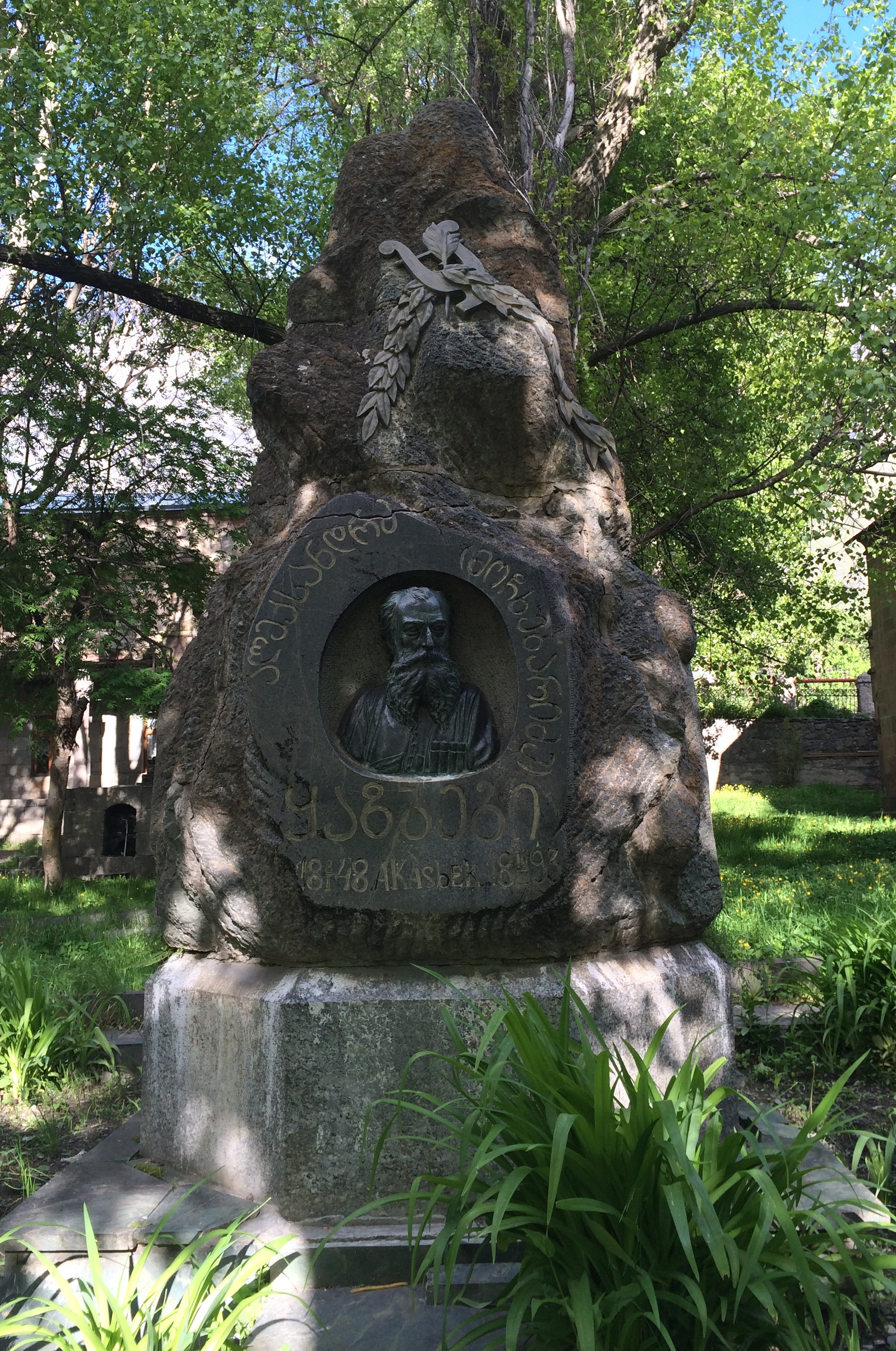
Monument en l'honneur de Kazbegui (2).
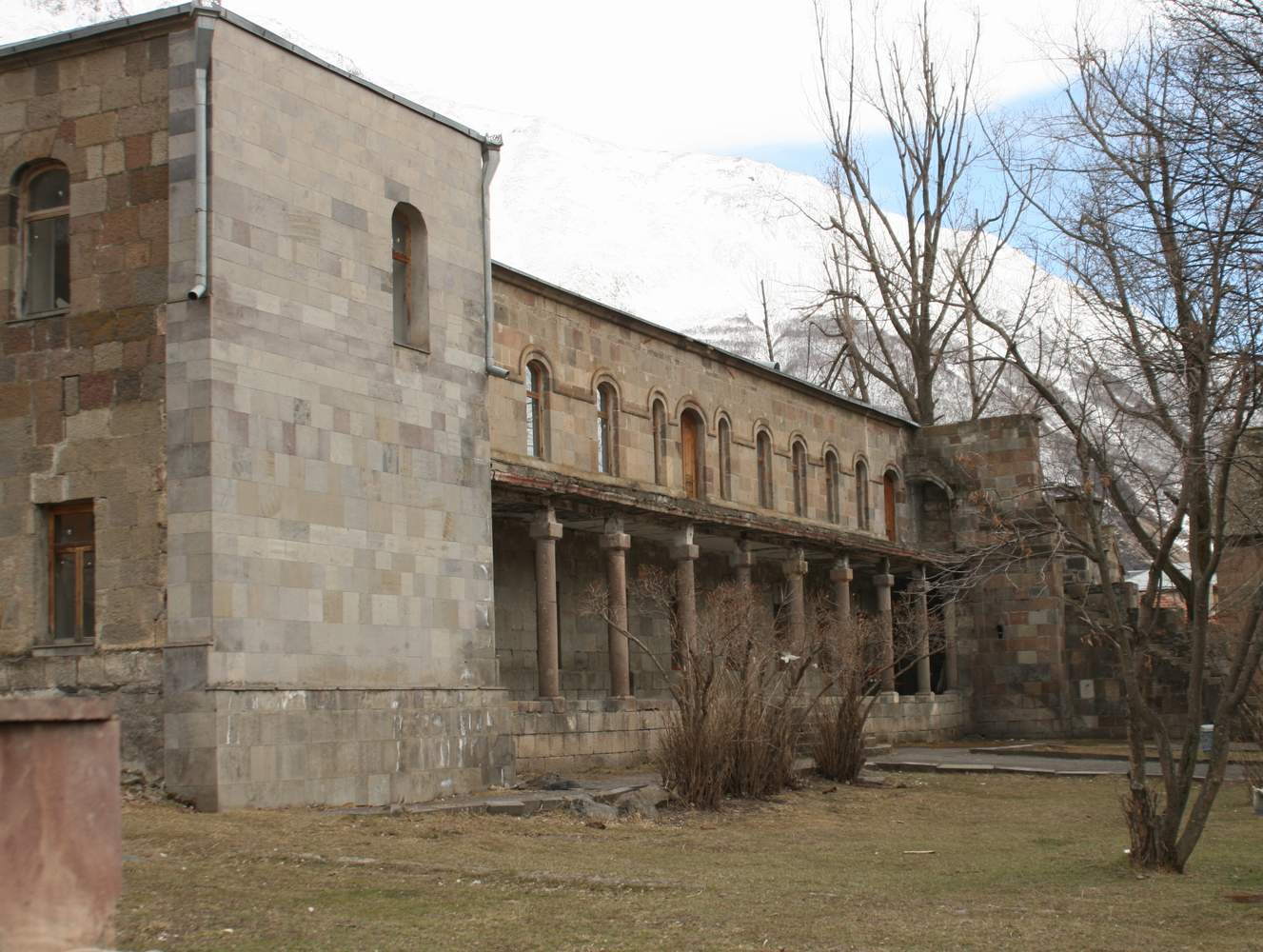
Maison familiale et musée de l'écrivain.